# Janina Żbikowska
Janina Żbikowska (ur. 1 stycznia 1927 w Przasnyszu) – polski regionalistka, muzealnik, pedagog.

## Życiorys
Córka Andrzeja Bieńkowskiego i Stefanii z Wróblewskich. Ukończyła Państwowe Gimnazjum i Liceum w Przasnyszu oraz polonistykę na Uniwersytecie Warszawskim. Przez wiele lat pracowała w szkołach przasnyskich – w Szkole Podstawowej nr 1 w Przasnyszu (1958–1965) oraz Liceum Ogólnokształcącym im. Komisji Edukacji Narodowej (1965–1983).
Była w gronie założycieli Powiatowej Komisji Historii, Kultury i Sztuki przy Prezydium Powiatowej Rady Narodowej w Przasnyszu (1957), przekształconej następnie w Towarzystwo Przyjaciół Ziemi Przasnyskiej. W latach 1966–1971 oraz 1978–1981 pełniła funkcję członka zarządu, od 1982 do 1985 r. – skarbnika Towarzystwa. W 1976 r. założyła młodzieżowe Koło Regionalistów przy LO. Została też członkiem honorowym TPZP.
Współtworzyła koło NSZZ „Solidarność” w przasnyskim LO, weszła w skład Tymczasowego Międzyzakładowego Komitetu Koordynacyjnego NSZZ „Solidarność” w Przasnyszu, powołanego w styczniu 1981 r., prowadziła też bibliotekę związkową. W stanie wojennym została zmuszona do odejścia z pracy w szkole (formalnie nabyła prawa emerytalne). W 1984 r. podjęła pracę w Muzeum Historycznym w Przasnyszu. Przekazała tu zgromadzone w liceum materiały o Stanisławie Ostoi-Kotkowskim. Dzięki temu powstał dział dokumentujący twórczość artysty. W latach 1988–1999 pełniła obowiązki kierownika muzeum.
Wyróżniona m.in. odznaką Za zasługi dla województwa ostrołęckiego oraz Medalem Stanisława Ostoja-Kotkowskiego w kategorii Medal Honorowy (2008).